# Косулино (Щучанский район)
Косулино — деревня в Щучанском районе Курганской области. Входит в состав Белоярского сельсовета.
Деревня находится на берегу реки Миасс.

## История
Документально подтверждённая дата основания д. Косулины неизвестна. В 1770 году П.С. Паллас проезжал по Челябинскому уезду, в его записях упоминается о Косулине и Белоногове. 
До 1917 года входила в состав Белоярской волости Челябинского уезда Оренбургской губернии. По данным на 1926 год деревня Косулина состояла из 268 хозяйств. В административном отношении входила в состав Белоярского сельсовета Миасского района Челябинского округа Уральской области.

## Население
| 1989 | 2002 | 2010 |
| ---- | ---- | ---- |
| 355  | ↘271 | ↘251 |

По данным переписи 1926 года в деревне проживало 1233 человека (588 мужчин и 645 женщин), в том числе: русские составляли 99 % населения.